# Leyes Media
Leyes Media es una compañía discográfica y de publicidad fundada en 2019 en la ciudad de Miami, Estados Unidos por Kevin Leyes y Eliana Ianni. Actualmente cuenta con sedes en dicha ciudad y en Buenos Aires, Argentina. Según la revista Forbes, Leyes Media es «una de las principales empresas de relaciones públicas y marketing de Estados Unidos».

## Historia

### Década de 2010
La empresa fue fundada en la ciudad de Miami en 2019 por Kevin Leyes y Eliana Ianni. Leyes, un empresario, cantante y compositor quien un año antes había fundado la compañía de joyería Team Leyes, nació en la localidad de González Catán en Argentina y decidió radicarse en los Estados Unidos. Por su parte, Ianni se ha desempeñado como productora discográfica y ejecutiva de la industria musical desde comienzos de la década de 2000.

### Década de 2020 y actualidad
En agosto de 2022, la revista Billboard anunció que la empresa había firmado un acuerdo de distribución con la artista argentina Paloma Leyes. Ese mismo mes fue anunciado el lanzamiento del nuevo sencillo de la artista, titulado «La princesa». También en 2022, la compañía fue reconocida con el Premio Platino en la categoría de Mejor Nueva Agencia de Relaciones Públicas en los MUSE Creative Awards, figuró entre los ganadores del Premio Platino a las Mejores Agencias de Relaciones Públicas del año en los dotComm Awards, obtuvo el Premio Oro como Agencia de Relaciones Públicas del año en los Titan Business Awards y en los MarCom Awards, el Premio Canopus a la Mejor Agencia de Social Media del Año en los Vega Digital Awards y el Premio Oro a la Mejor Agencia de Social Media del Año en la gala de los Davey Awards. Además, el mismo año fue incluida en el Top 100 de las Mejores Empresas Pequeñas y Medianas de Estados Unidos en los Best of Small Business Awards. En 2023, la empresa y su fundador cosecharon premios y nominaciones en diferentes categorías en los premios Viddy, VEGA Digital, Hermes Creative, Communitas y MarCom.
Desde su fundación, la compañía ha trabajado con artistas y empresarios como Joseph Einhorn, Frank Khalid, Devon Rodríguez, Julian Jewel Jeyaraj, Icebox, Paloma Leyes, entre otros.

## Artistas y clientes destacados
- Joseph Einhorn, empresario
- Icebox, compañía joyera
- Paloma Leyes, cantante
- Frank Khalid, empresario
- Devon Rodríguez, artista
- Julian Jewel Jeyaraj, empresario
- Vito Glazers, empresario
- Marco Cartasegna, autor
- Rico Savage, cantante
- Serena Poon, empresaria
- John Lee, empresario
- Trust'N, cantante
- Paul Getter, autor
- Jenna Jenovich, modelo
- Jeb Carty, cantante
- Luke Lintz, empresario
- Miss Money, cantante

## Premios y reconocimientos
| Año  | Evento                        | Categoría                                                                     | Resultado | Ref.   |
| ---- | ----------------------------- | ----------------------------------------------------------------------------- | --------- | ------ |
| 2022 | MUSE Creative Awards          | Premio Platino a la Mejor Nueva Agencia de Relaciones Públicas                | Ganador   | [ 10 ] |
| 2022 | dotComm Awards                | Premio Platino a las Mejores Agencias de Relaciones Públicas                  | Ganador   | [ 11 ] |
| 2022 | Titan Business Awards         | Premio Oro como Agencia de Relaciones Públicas del Año                        | Ganador   | [ 12 ] |
| 2022 | Vega Digital Awards           | Premio Canopus a la Mejor Agencia de Social Media del Año                     | Ganador   | [ 14 ] |
| 2022 | MarCom Awards                 | Premio Oro a la Mejor Agencia de Relaciones Públicas del Año                  | Ganador   | [ 13 ] |
| 2022 | Davey Awards                  | Premio Oro a la Mejor Agencia de Social Media del Año                         | Ganador   | [ 15 ] |
| 2022 | Best of Small Business Awards | Premio SB100 a las 100 Mejores Empresas Pequeñas y Medianas de Estados Unidos | Ganador   | [ 16 ] |
| 2023 | Communitas Awards             | Excellence in Community Service                                               | Ganador   | [ 18 ] |
| 2023 | Viddy Awards                  | Outstanding Lifetime Achievement Award                                        | Nominado  | [ 19 ] |
| 2023 | Viddy Awards                  | Social Pro Bono                                                               | Nominado  | [ 19 ] |
| 2023 | Lit Talent Awards             | Mejor Agencia de Influencer Marketing                                         | Ganador   | [ 20 ] |
| 2023 | Vega Digital Awards           | Mejor Agencia de Social Media del Año                                         | Nominado  | [ 20 ] |
| 2023 | MarCom Awards                 | Premio a la Trayectoria en los Negocios y la Música                           | Nominado  | [ 21 ] |
| 2023 | MarCom Awards                 | Excelencia en Filantropía y Servicio Comunitario                              | Nominado  | [ 22 ] |
| 2023 | Hermes Creative Awards        | Premio a la Trayectoria en los Negocios y la Música                           | Ganador   | [ 23 ] |
| 2023 | Hermes Creative Awards        | Mejor Agencia de Marketing con Excelencia en el Servicio a la Comunidad       | Ganador   | [ 24 ] |
| 2023 | Communicator Awards           | Premio a la Trayectoria en los Negocios y la Música                           | Ganador   | [ 25 ] |